# Institución de la religión cristiana
La Institución de la religión cristiana (en el latín original, Institutio Christianæ religionis) es un tratado de teología escrito por Juan Calvino. Fue publicado primero en latín en 1536 y luego traducido al francés por él mismo en 1541.

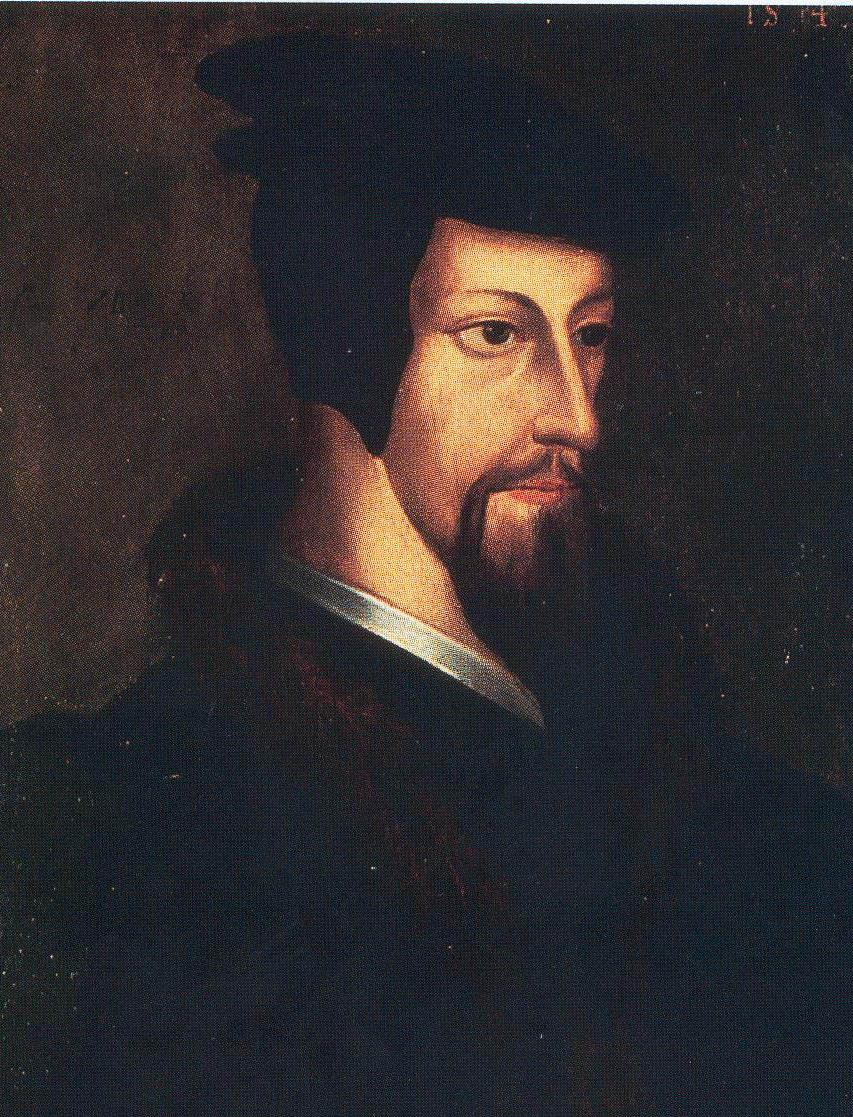
Juan Calvino.

En esta obra se desarrolla de forma sistemática la doctrina de la Reforma tal y como la promovió Calvino. A través del texto, se acentúa el contraste entre el poder total de Dios y la pequeñez del hombre, perdido por el pecado original. Desde que ese pecado le ha hecho caer, el hombre se ha corrompido en su naturaleza y ha sido privado de su libre albedrío. Su estado depende de la gracia divina, cuyos beneficiarios han sido escogidos de forma predestinada.
Este libro fue uno de los primeros tratados de teología escritos en un idioma diferente del latín. Fue traducido al español por Cipriano de Valera en 1597.

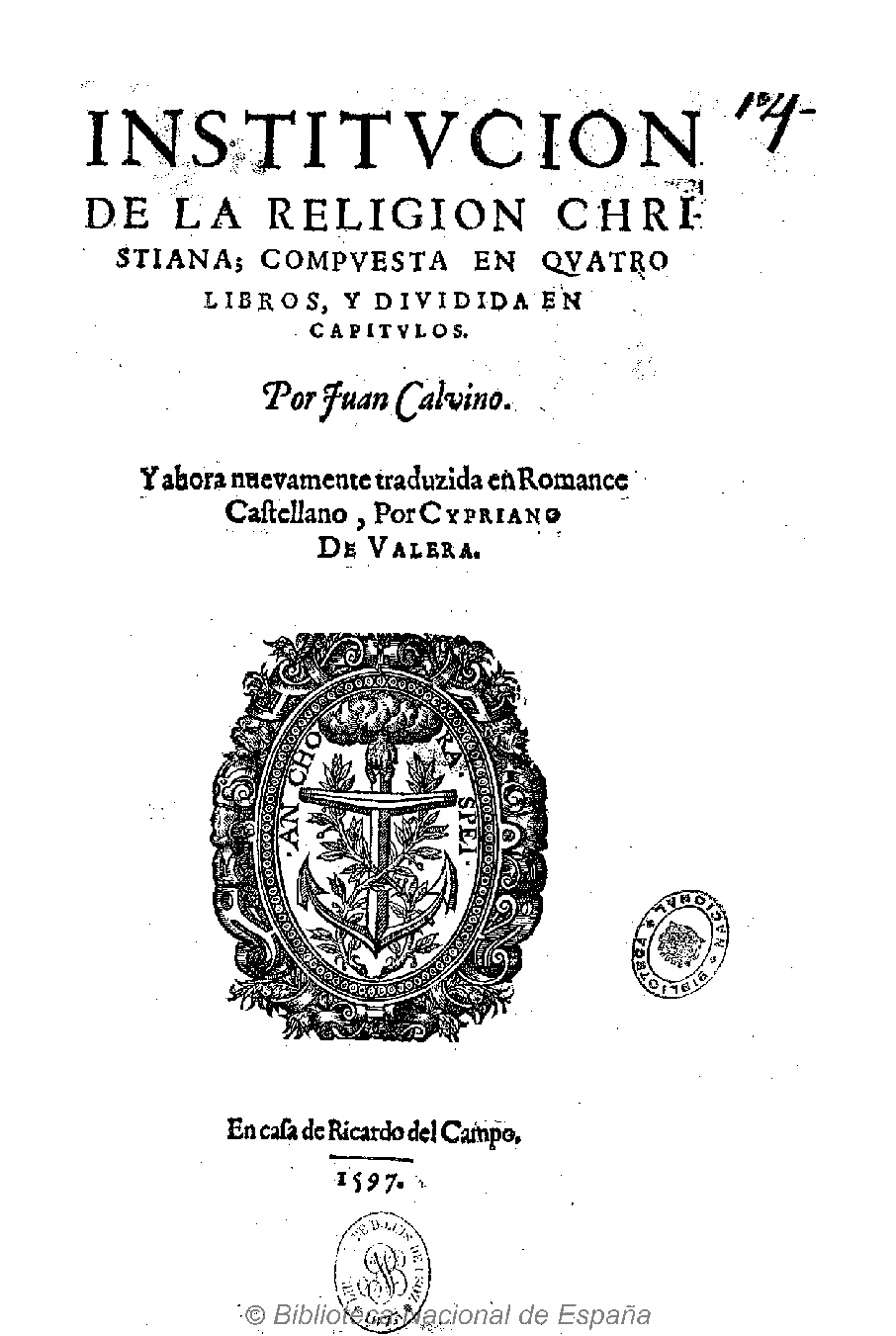
Institución de la religión cristiana.

## Título
La palabra latina institutio, traducida en el título como 'institución', también puede traducirse como 'instrucción', como aparecía en los títulos de las traducciones alemanas de la obra, y solía utilizarse en los títulos de obras legales, así como en otras obras de compendio que cubren un gran ámbito de conocimientos. El título de la Institutio principis Christiani, de Desiderius Erasmus (1516), con la cual Calvino habría estado familiarizado, generalmente se traduce como Educación de un príncipe cristiano.
El título acortado de la primera edición de la obra de Calvino, publicada en 1536, es Christianae religionis institutio. El título completo de esta edición puede traducirse como “Institución de la religión cristiana, que contiene casi toda la suma de la piedad y lo que sea necesario saber en la doctrina de la Salvación. Una obra que vale la pena ser leída por todas las personas celosas de la piedad, y publicada últimamente. Un prefacio al rey más cristiano de Francia, en el que se presenta este libro como una confesión de fe. Autor, Juan Calvino, de Noyon. Basilea, mdxxxvi”.
En la edición de 1539, el título es Institutio Christianae religionis, posiblemente para enfatizar el hecho de que se trata de una obra nueva, considerablemente ampliada. A esto le sigue en gran medida correspondiente a su título, un juego sobre la grandiosidad del título y una indicación de que la nueva obra está a la altura de las expectativas creadas por dicho título.

## Trasfondo
Juan Calvino fue estudiante de derecho y más tarde de humanidades en la Universidad de París. Hacia 1533, se involucró en controversias religiosas y se convirtió al protestantismo, un nuevo movimiento de reforma cristiana que era perseguido por la Iglesia católica en Francia, lo que le obligó a esconderse. Se mudó a Basilea, en Suiza, por razones de seguridad en 1535, y por esta época debió de comenzar a escribir un resumen de teología que después se convertiría en la Institución. Sus oponentes católicos trataron de vincularle a él y a sus seguidores (conocidos como hugonotes en Francia) con grupos de anabaptistas radicales, algunos de los cuales habían sido afectados por la persecución. Decidió adaptar la obra que había estado escribiendo al propósito de defender a los protestantes que sufrían persecución de las acusaciones de que propugnaban doctrinas radicales y heréticas.
La obra, escrita en latín, se publicó en Basilea en marzo de 1536, con un prefacio dirigido al rey de Francia Francisco I, en el que le rogaba que escuchara a los protestantes en lugar de seguir persiguiéndolos. Consta de seis capítulos, en los que se abordan los fundamentos del credo cristiano mediante la conocida estructura catequética de los Diez Mandamientos, el Credo de los Apóstoles, el Padrenuestro y los sacramentos, así como un capítulo sobre la libertad cristiana y la teología política. Poco después de salir a luz, Calvino comenzó su ministerio en Ginebra.
La Institución se hizo popular instantáneamente y muchos pidieron una edición revisada. En 1539, Calvino publicó una obra mucho más grande, con diecisiete capítulos de aproximadamente la misma longitud que los seis capítulos de la primera edición. Incluye muchas referencias a autores clásicos y padres de la Iglesia, así como numerosas referencias adicionales a la Biblia. La epístola de Calvino al lector indica que el nuevo trabajo está dirigido a estudiantes de teología que se preparan para el ministerio. Se agregaron cuatro capítulos en una tercera edición en 1543, y se publicó una edición de 1550 con solo pequeños cambios.
La quinta y última edición en la que participó Calvino, y que los académicos utilizan como texto autorizado, es un ochenta por ciento mayor que la edición anterior y se publicó en Ginebra en 1559. La teología de Calvino no cambió sustancialmente a lo largo de su vida, por lo que si bien amplió la Institución, no cambió sus ideas principales.

## Contenido
En su primera versión, la Institución no fue simplemente una exposición de la doctrina de la Reforma; fue la inspiración para una nueva forma de vida cristiana para muchos. Está en deuda con Martín Lutero en el tratamiento de la fe y los sacramentos, con Martín Bucero en lo que se dice de la voluntad divina y la predestinación, y con los escolásticos posteriores por mostrar insospechadas implicaciones que conlleva la libertad en la relación entre la Iglesia y el Estado.
El libro está precedido por una carta a Francisco I. Como muestra esta carta, la Institución fue compuesta, o al menos completada, para satisfacer una necesidad del momento, para subsanar una difamación contra los compañeros reformadores de Calvino. El rey francés, que deseaba suprimir la Reforma en su país, aunque no estaba dispuesto a alienarse a los príncipes reformistas de Alemania, había tratado de confundir las enseñanzas de los reformadores franceses con los ataques de los anabaptistas a la autoridad civil. «Mis razones para publicar la Institución», escribió Calvino en 1557, «fueron, en primer lugar, que pudiera vindicar de una afrenta injusta a mis hermanos, cuya muerte era preciosa a los ojos del Señor, y en segundo lugar, que un poco de dolor y ansiedad moviera a los pueblos extranjeros, ya que los mismos sufrimientos amenazan a muchos». «Las bisagras sobre las que gira nuestra controversia», dice Calvino en su carta al rey, «son que la Iglesia pueda existir sin ninguna forma aparente» y que sus señas sean «la predicación pura de la palabra de Dios y la administración justa de los sacramentos».
A pesar de su dependencia de escritores anteriores, la Institución fue percibida por muchos como una voz nueva, y en el plazo de un año hubo demanda de una segunda edición. Esta llegó en 1539, ampliando especialmente el tratamiento de la caída del hombre, de la elección y la reprobación, así como el de la autoridad de las Escrituras. También mostró un temperamento más conciliador hacia Lutero en la sección sobre la Cena del Señor.

## Legado
La Institución eclipsó en gran medida las teologías protestantes anteriores, como los Loci communes de Melanchthon y el Comentario sobre la verdadera y la falsa religión de Zuinglio. Según el historiador Philip Schaff, es un clásico de la teología al nivel de Sobre los principios, de Orígenes, La ciudad de Dios, de Agustín, la Summa theologica, de Tomás de Aquino, y La fe cristiana, de Schleiermacher.